# Yves Swolfs
Yves Swolfs (Brussel, 25 april 1955) is een Belgisch striptekenaar en scenarioschrijver. Hij is vooral bekend voor zijn reeksen Durango, De Prins van de Nacht en Legende.

## Biografie
Swolfs studeerde eerst journalistiek voor hij aan een tekenaarsopleiding begon. Nadat hij afstudeerde aan het Sint-Lucas-instituut te Brussel, publiceerde hij in 1978 zijn eerste stripverhaal in het tweede deel van Neuvième Rêve, een serie collectieve albums van de studenten. In 1980 maakt hij Sterven als een hond in de sneeuw, het eerste verhaal in de reeks Durango, een westernstrip beïnvloed door de spaghettiwesterns met Clint Eastwood. De reeks werd meteen enthousiast onthaald en wordt vergeleken met Blueberry van Charlier en Giraud.
In 1988 volgde de reeks Dampierre, een historische strip die zich afspeelt ten tijde van de Franse Revolutie. Swolfs schreef het scenario en tekende de eerste twee delen, waarna hij het tekenwerk achtereenvolgens overdroeg aan Éric (deel 3) en Pierre Legein (deel 4-10). Een nieuwe reeks slokte al zijn tijd op, de vampierstrip De Prins van de Nacht. Het eerste deel uit deze reeks, De jager, verscheen in 1994 en werd goed ontvangen. Er verschenen in eerste instantie zes albums in deze reeks, alvorens Swolfs met Legende weer een andere serie opstart. In 2015 verscheen alsnog een zevende album. Van de serie Legende, een fantasyreeks, verschenen tussen 2003 en 2014 zes delen. Daarnaast schreef hij ook scenario's voor de reeksen Vlad en James Healer.

### Bekende Reeksen
Durango (strip):
- Sterven als een hond in de sneeuw (1981)
- Het geweld van de woede (1982)
- Valstrik voor 'n killer (1983)
- Amos (1984)
- Woeste sierra (1985)
- Het noodlot van een desperado (1986)

- Loneville (1987)
- Een reden om te sterven (1988)
- Het goud van Duncan (1990)
- De prooi van de jakhals (1991)
- Colorado (1992)
- De erfgename (1994)

- Zonder genade (1998)
- Vuur uit de hel (2006)
- Cobra (2008)
- Een Gier in de Schemer (2013)
- Jessie (2016)

De Prins van de Nacht:
- De jager (1994)
- De brief van de inquisiteur (1995)

- Volle maan (1996)
- Het dagboek van Maximilien (1999)

- Elize (2000)
- Terug naar Ruhenberg (2001)
- De eerste dood (2015)

Legende:
- Wolvenkind (2003)
- De ingewanden van het woud (2004)

- De grote klopjacht (2008)
- De dromenmeester (2009)

- Hohendlandt (2011)
- Het geheim van de Lamiae (2013)

### Overige reeksen
- Vlad, i.s.m. tekenaar Griffo
- Black Hills, i.s.m. tekenaar Marc-Renier Warnauts
- Dampierre, vanaf 1992 i.s.m. Éric, vanaf 1994 i.s.m. Pierre Legein
- James healer, i.s.m. tekenaar Giulio de Vita
- Lonesome

## Trivia
- Het kasteel van Vêves te Celles is in verschillende strips van Swolfs te zien.
- Swolfs is ook actief als gitarist van de rockgroep Lazare. In 1995 spande hij Michael Jackson een rechtszaak aan omdat die de melodie van zijn hit Give In to Me zou gestolen hebben van Lazares Boulevard des Rêves Brisés.[1]